# Knödeltal
Ett Knödeltal för ett givet positivt heltal n är ett sammansatt tal m med egenskapen att varje i < m relativt prima till m uppfyller {\displaystyle i^{m-n}\equiv 1{\pmod {m}}}. Konceptet är uppkallat efter Walter Knödel. Mängden av alla Knödeltal för n betecknas Kn.
Det särskilda fallet K1 är Carmichaeltal.

## Exempel
| n | Kn                                        | Kn                        |
| - | ----------------------------------------- | ------------------------- |
| 1 | {561, 1105, 1729, 2465, 2821, 6601, ... } | (talföljd A002997 i OEIS) |
| 2 | {4, 6, 8, 10, 12, 14, 22, 24, 26, ... }   | (talföljd A050990 i OEIS) |
| 3 | {9, 15, 21, 33, 39, 51, 57, 63, 69, ... } | (talföljd A033553 i OEIS) |
| 4 | {6, 8, 12, 16, 20, 24, 28, 40, 44, ... }  | (talföljd A050992 i OEIS) |